# Paul Rey
Paul Rey, egentligen Pauli Sebastian Jokela, född 23 maj 1992 i Lunds Allhelgonaförsamling, Malmöhus län, är en svensk sångare och låtskrivare.

## Biografi

### Uppväxt
Paul Rey är född och uppvuxen i Lund. Hans mamma har ursprung i Chile och hans pappa i Finland. Han växte upp i ett musikrikt hem fyllt av klassiska album från 1960-talet till början av 1980-talet.

### Musikkarriär
År 2015 blev Paul Rey signad till Epic Records i USA och släppte samma år sin debut EP "Good As Hell". Han kom i kontakt med Quincy Jones som numera är hans mentor. Under 2015 var han förband till amerikanska gruppen Fifth Harmony och turnerade även med Nico & Vinz.
I februari 2017 släppte han singeln ”California Dreaming” tillsammans med Arman Cekin och världsstjärnan Snoop Dogg via Warner Music Sweden. Därefter släppte han singeln "All Falls Down" den 5 maj 2017 som är skriven av Paul tillsammans med Andreas Roos, Martin René och John-Alexis.
Den 8 september 2017 släppte han singeln "What Good Is Love" som är skriven av Paul Rey tillsammans med Max Thulin (Veronica Maggio), Gavin Jones (Måns Zelmerlöw) och producerad av Pontus Persson (Red Velvet) och Max Thulin.
Under 2018 släppte Paul Rey sin egenproducerade EP "Note to Self", som streamats mer än 30 miljoner gånger på Spotify.
Paul Rey har gjort flera TV-framträdanden, bland annat Diabetesgalan, Sommarlov, Sommarkrysset, Nyhetsmorgon, Go' Kväll med mera. Under 2019 turnerade han med Rix FM Festival, uppträdde på Brilliant Minds samt agerade förband för James TW och Måns Zelmerlöw. 

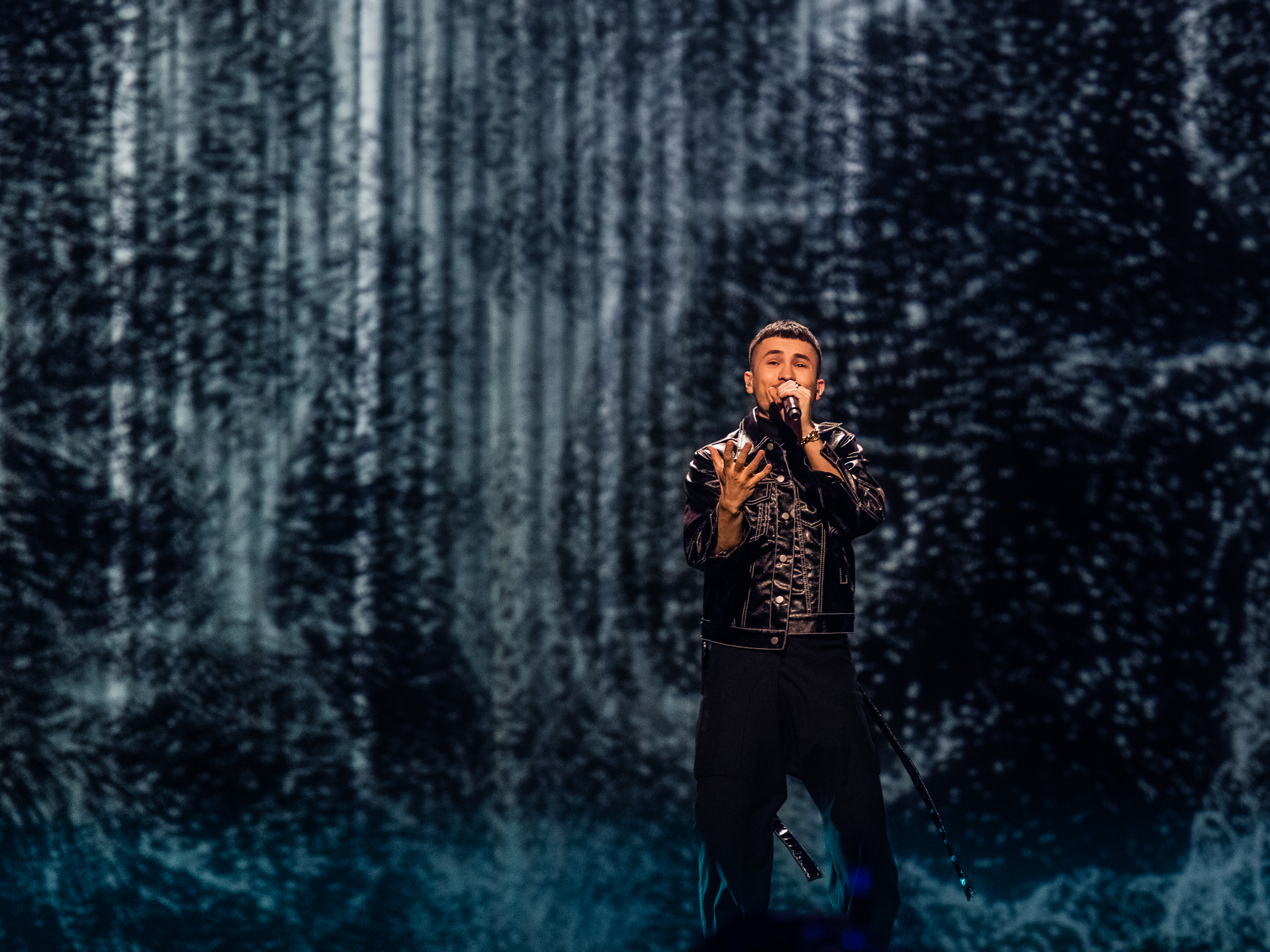
Paul Rey framför sitt bidrag i finalen i Melodifestivalen 2020

År 2020 debuterade Paul Rey i Melodifestivalen med låten "Talking in My Sleep". Han tävlade i deltävling nummer två i Göteborg den 8 februari, och gick vidare till andra chansen och därifrån till finalen där han slutade på sjätte plats. Han deltog även i Melodifestivalen 2021 med låten "The Missing Piece". Låten var skriven av Paul själv, Fredrik Sonefors och Laurell Barker och tillägnades hans dotter. Bidraget gick vidare till Andra chansen där han tog sig till final. Väl i finalen hamnade låten på tolfteplats. I Melodifestivalen 2023 tog han sig direkt till final med bidraget Royals efter en andraplats i deltävlingen.

### Privatliv
Paul Rey är gift sedan 2018, och har en dotter född 2020.

## Diskografi

### EP
- 2015 - Good as Hell (Epic Records)
- 2018 - "Note to Self" (20/20 Records)
- 2021 - "Note To Her" (20/20 Records)

### Singlar
- 2015 - "Give it Away" (som featuring artist till Penthox) (20/20 Records)
- 2016 - "Take Off" (som featuring artist till Meric) (Trap Nation)
- 2017 - "Tear Me Down"
- 2017 - "California Dreaming (Feat. Snoop Dogg & Arman Cekin)"
- 2017 - "All Falls Down" (20/20 Records)
- 2017 - "What Good is Love" (20/20 Records)
- 2017 - "What Good is Love (Acoustic)" (20/20 Records)
- 2018 - "Soldier" (20/20 Records)
- 2018 - "Day by Day" (20/20 Records)
- 2018 - "Company (Feat. Molly Hammar)" (20/20 Records)
- 2019 - "GOOD FOR ME." (20/20 Records)
- 2019 - "HURT." (20/20 Records)
- 2020 - "Talking in My Sleep" (20/20 Records)
- 2020 - "Talking in My Sleep (acoustic version)" (20/20 Records)
- 2020 - "Mistakes" (20/20 Records)
- 2020 - "Richest Man Alive" (20/20 Records)
- 2021 - "The Missing Piece" (20/20 Records)
- 2022 - "Go Tell Them" (Arman Cekin), tillsammans med Arman Cekin.
- 2022 - "Någon någonsin" (20/20 Records)
- 2022 - "Idioti" (20/20 Records)
- 2022 - "Aska"  (20/20 Records)